# Kurt Engel
Pour les articles homonymes, voir Engel.
Kurt Engel (né le 6 avril 1909 à Berlin, mort le 7 août 1967 dans la même ville) était un percussionniste et compositeur allemand.

## Biographie
Engel enregistre de nombreux disques entre 1927 et les années 1950, notamment des titres swing pour les labels Kristall (San Francisco), Telefunken et Metrophon. Il collabore avec des musiciens tels que Benny de Weille, Kurt Hohenberger, Franz Thon, Mike Danzi et Ernst Höllerhagen, Rudi Schuricke et les orchestres de James Kok (Der lustige Vibraphonist), Erhard Bauschke, Hans Bund, Adalbert Lutter, Oskar Joost et Heinz Buschhagen. À la fin, Kurt Engel est timbalier du RIAS Tanzorchester.
Le chanteur et compositeur Robert Jung est son fils.

## Source de la traduction
- (de) Cet article est partiellement ou en totalité issu de l’article de Wikipédia en allemand intitulé « Kurt Engel (Vibraphonist) » (voir la liste des auteurs).